# Veera Ballala III
Veera Ballala III (r. 1292–1342) fue el último gran rey del Imperio Hoysala. Durante su gobierno, las ramas norte y sur del imperio Hoysala (que incluía gran parte de la actual Karnataka y el norte de Tamil Nadu en la India) se consolidaron y administraron desde Halebidu (también conocido como Dwarasamudra). Durante su gobierno, libró numerosas guerras contra los Yadavas de Devagiri, la dinastía Pandyan de Madurai y otras dinastías menores del sur de la India. Pero fue su conflicto con las fuerzas invasoras de Alauddin Khalji, y más tarde las de Muhammad bin Tughluq, el sultán de Delhi, lo que alteraría el curso de la historia del sur de la India. Por su coraje y fortaleza, los historiadores Suryanath Kamath, Chopra, Ravindran y Subrahmanian lo han llamado un "gran gobernante". Con su muerte en c. 1343
, el sur de la India vio el surgimiento de un nuevo imperio hindú, el Imperio Vijayanagara. En palabras del historiador Sen, "los Hoysalas fueron los más grandes entre aquellos que afirman ser los creadores del Mysore moderno". Harihara I y Bukka Raya I, los hermanos que fundaron el Imperio Vijayanagara, habían servido al rey en funciones militares.

## Asuntos entre Pandya y Yadava
En 1303, Veera Ballala III sometió a los recalcitrantes Alupas de Dakshina Kannada. Sus intentos de reducir el poder de los Yadava tampoco disminuyeron. En 1305, Veera Ballala III luchó con éxito contra los invasores Yadavas en Holalkere y los empujó de regreso a Lakkundi. Se ocupó rápidamente de los rebeldes Kadambas de Hangal y de los Santaras de Shimoga (Hosagunda). Alrededor de 1310, Ballala III jugó con éxito el papel de "hacedor de reyes" en los asuntos del país tamil al nombrar a Sundara Pandya como rey Pandya en oposición a su competidor, Vira Pandya. Sin embargo, su enfoque en el gobernante rebelde Kampilideva de la jefatura de Kampili en las orillas del río Tungabhadra y en los asuntos del país tamil al sur abrió las fronteras del norte de sus territorios a la invasión de Malik Kafur, el comandante de los ejércitos de Al-ud-din-Khalji. Los propios Yadavas, según el historiador John Keay, proporcionaron la ayuda necesaria a los ejércitos de Mallik Kafur para marchar hacia el sur. Halebidu fue atacada y saqueada el 26 de febrero de 1311, y sólo fue reconstruida en 1316. Veera Ballala III tuvo que aceptar la derrota ante el Sultán de Delhi, pagar un generoso tributo y enviar a su hijo Veera Virupaksha a Delhi como acto de sumisión. Su hijo regresó en 1313. Según el historiador John Keay, las afirmaciones de escritores posteriores como Ferishta de que Mallik Kafur incluso construyó una mezquita en Halebidu para establecer su supremacía son leyendas sin evidencia histórica.

## Invasión desde Delhi
En 1318, el reino de Yadava había sido completamente destruido y Devagiri fue ocupada por el sultán de Delhi. El Sultanato de Delhi ahora estaba gobernado por Qutbuddin Mubarak Shah. Veera Ballala III se negó a pagar tributo y se retiró de su pacto anterior de apoyar al Sultanato de Delhi como vasallo. Tughluq envió un ejército al sur en el año 700 c. 1327
 y Halebidu fue saqueada por segunda vez. Veera Ballala III tuvo que buscar refugio en Tiruvannamalai desde donde continuó su resistencia. Hacia el año 1336, todos los reinos hindúes del sur de la India, con excepción del Imperio Hoysala, habían sido derrotados y grandes áreas habían sido anexadas por el Sultanato de Delhi. El Sultanato de Madurai también se estableció alrededor de 1335-6. Con la intención de hacer frente a la invasión musulmana, Veera Ballala III fundó una segunda capital llamada Hosapattna en las orillas del río Tungabhadra, que según los historiadores Henry Heras y William Coelho, más tarde pasó a llamarse Vijayanagara, la capital del Imperio Vijayanagara.  Entre 1342 y 1343 se libró en Kannanur una guerra decisiva que acabaría con la fortuna de los Hoysala. Veera Ballala III libró una batalla campal contra Ghiyas-ud-din, el sultán de Madurai. Justo cuando una victoria Hoysala parecía inminente, el monarca Hoysala fue capturado y, según los historiadores Chopra et al., fue "estrangulado y desollado". Su hijo, Veera Ballala IV, corrió la misma suerte en c. 1346
, poniendo fin al gobierno de los Hoysalas.